# Université catholique argentine
Pour les articles homonymes, voir UCA.
 (mars 2013).
La Pontificia Universidad Católica Argentina Santa María de los Buenos Aires (littéralement, en français, l’« université pontificale catholique argentine Sainte-Marie-des-Bons-Airs »), plus couramment désignée sous le nom d’Université catholique argentine (avec son acronyme UCA), est un établissement universitaire argentin réparti en plusieurs campus (Rosario, Paraná, Mendoza, Pergamino), le principal étant celui de Puerto Madero (Buenos Aires).

## Présentation

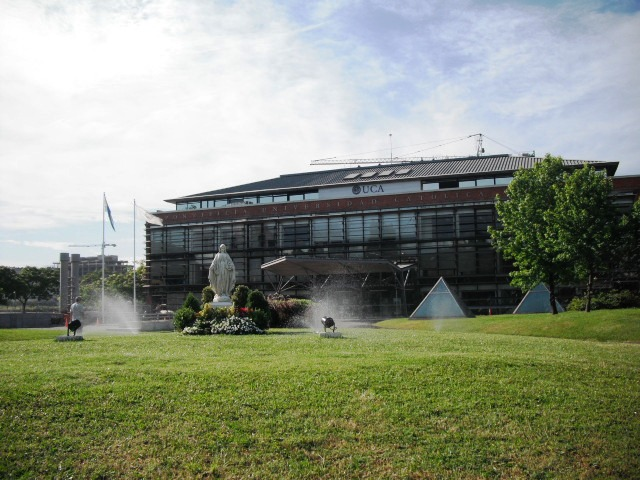
Campus du quartier (barrio) de Puerto Madero de l'Université Catholique Argentine

L'université est considérée, selon une étude réalisée par le Ministère espagnol de l'éducation comme l'une des meilleures universités privées d'Amérique latine. En outre, elle est selon le site topuniversities.com la deuxième université préférée des employeurs argentins et la 20e de toute l'Amérique Latine.
Elle a été précédée par l'université catholique de Buenos Aires (1910-1922), fondée par l'épiscopat argentin en 1910, mais ses diplômes n'ont pas été reconnus par le gouvernement argentin et elle a été fermée en 1922[réf. nécessaire].
En 1955, un décret relatif à la liberté de l'enseignement a permis la création d'universités privées ayant le pouvoir de délivrer des qualifications universitaires. En 1956, les évêques ont décidé de créer l'université catholique d'Argentine et dont la fondation officielle date du 7 mars 1958[réf. nécessaire].

### Sources
- (en) Cet article est partiellement ou en totalité issu de l’article de Wikipédia en anglais intitulé « Pontifical Catholic University of Argentina » (voir la liste des auteurs).